# L'innocenza di padre Brown
L'innocenza di padre Brown, oppure Il candore di padre Brown (titolo originale: The Innocence of Father Brown) è una raccolta di racconti gialli dello scrittore inglese G.K.Chesterton composta nel 1911. È il primo di una raccolta di racconti che hanno come protagonista padre Brown, un prete cattolico-romano che proviene da un villaggio dell'Essex. Il personaggio fa la sua prima apparizione nel racconto La croce azzurra, pubblicato originariamente su una rivista, e poi incluso in questa raccolta.

## Racconti
Ogni libro della raccolta è composto da storie brevi, qui di seguito i titoli che vanno a comporre L'innocenza di padre Brown:
- La croce azzurra, titolo originale The blue cross
- Il giardino segreto, titolo originale The secret garden
- Gli strani passi, titolo originale
- Le Stelle Volanti, titolo originale
- L'uomo invisibile, titolo originale The invisible man
- L'onore di Israel Gow, titolo originale The honour of Israel Gow
- La forma errata, titolo originale The wrong shape
- I peccati del principe Saradine, titolo originale
- Il martello di Dio, titolo originale
- L'occhio di Apollo, titolo originale
- All'Insegna della Spada Spezzata, titolo originale
- I tre strumenti di morte, titolo originale

## Edizioni
- G.K.Chesterton, The Innocence of Father Brown, Prima Edizione in raccolta Lingua Originale, Cassel, 1911,  p. 335.
- G.K.Chesterton, L'innocenza di padre Brown, traduzione di Enrica De Carli, Garzanti per tutti - I romanzi famosi, Garzanti, 1966,  p. 246.
- G.K. Chesterton, L'innocenza di padre Brown, curato da Finesso R., I classici per la scuola, Agenzia Libraria Editrice, 2004,  p. 248, ISBN 978-88-87647-22-8.
- G.K.Chesterton, L'innocenza di padre Brown, curato da Finesso R., I classici per tutti, Agenzia Libraria Editrice, 2004,  p. 224, ISBN 978-88-87647-23-5.
- G.K.Chesterton, Il candore di padre Brown, traduzione di Paolo Morganti, Chestertoniana, Morganti, 2007,  p. 320, ISBN 978-88-87549-69-0.
- G.K.Chesterton, L'innocenza di padre Brown, Grande Universale Mursia, Mursia, 2008,  p. 243, ISBN 978-88-425-4006-9.
- G.K.Chesterton, L'innocenza di padre Brown, traduzione di Gian Dàuli, Edizioni Lindau, 2017, pp. 320, ISBN 9788867086726.